# J'avais 20 ans en 45
J'avais 20 ans en 45 était une exposition belge d'histoire organisée pour le cinquantenaire de la Libération de la Belgique, en 1994-1995,.

## Histoire
Cette exposition, qui couvrait l'histoire de 1925 - année fictive de naissance du vingtenaire auquel le visiteur devait s'identifier - à 1945, occupait la majorité de la surface du Musée royal de l'Armée et de l'Histoire militaire à Bruxelles. Aujourd'hui retourné à sa vocation première, à savoir l'histoire militaire belge, le musée a toutefois conservé des éléments de cette exposition dans une de ses sections.
Cette exposition a été réalisée par l'asbl Collections & Patrimoines dont la préoccupation est de promouvoir le patrimoine culturel belge en organisant des expositions d'envergure internationale. En 2004, l'exposition revient pour commémorer la bataille des Ardennes,. Cette asbl commémorera en 2014 le 100e anniversaire de la Première Guerre mondiale en organisant à Liège une exposition intitulée : Expo 14-18 - J'avais 20 ans en 14. Liège qui fut la première ville touchée par l'invasion allemande et qui résista de nombreux jours à l'invasion pour permettre à l'armée française de mettre en place ses positions de défenses.